# 艾略特·奎塔爾
艾略特·奎塔爾（英語：Eliot Quataert，1973年6月19日—）是一名美國天文學家和理論天體物理學家，曾任加利福尼亞大學柏克萊分校教授。2020年，奎塔爾進入普林斯頓大學，成為查爾斯·A·揚天體物理學教授。
奎塔爾是2008年海倫·B·華納天文學獎的獲得者。2010年，他還獲得唐納德·斯特林·諾伊斯本科教學卓越獎（Donald Sterling Noyce Prize for Excellence in Undergraduate Teaching）。2012年，西蒙斯基金會將他評為首批西蒙斯研究員之一，並在五年內向他提供至少50萬美元，讓他從事任何他想從事的研究。

## 外部連結
- Quataert's 2018 Public Lecture on Neutron Star Mergers and the Origin of the Heavy Elements （页面存档备份，存于）